# LAG Nr. 3 und 4
LAG Nr. 3 und 4 waren zwei Tenderlokomotiven der Lokalbahn AG (LAG), die ursprünglich für die 1888 eröffnete Lokalbahn Sonthofen–Oberstdorf beschafft wurden. Die Lokomotiven wurden von Krauss in München mit den Fabriknummern 1179 und 1180 gefertigt.
Aufgrund ihrer geringen Leistung wurde 1906 die LAG Nr. 4 in das Bahnbetriebswerk Thalkirchen versetzt und dort im Rangierdienst eingesetzt. 1911 folgte ihr die LAG Nr. 3 nach Thalkirchen.
1919 wurde die LAG Nr. 4 von der LAG verkauft. Die LAG Nr. 3 wurde 1920 an die Dr.-Alexander-Wacker-Werke verkauft.
Die Lokomotiven hatten eine Leistung von 125 PS und waren mit einer Allan-Steuerung ausgestattet.